# I Don't Want to Miss a Thing
I Don't Want to Miss a Thing è un brano musicale scritto da Diane Warren e registrato dagli Aerosmith, pubblicato originariamente come traccia bonus delle edizioni argentine e brasiliane del dodicesimo album in studio del gruppo Nine Lives e poi come colonna sonora del film Armageddon - Giudizio finale, di Michael Bay.
Quando la Warren scrisse il brano, fu originariamente pensato per Céline Dion. Il singolo debuttò alla prima posizione della Billboard Hot 100, divenendo il primo fra quelli del gruppo a riuscirvi dopo 28 anni di carriera. Al primo posto, il brano rimase per ben quattro settimane, introducendo gli Aerosmith a una nuova generazione di fan. Nel Regno Unito, invece, raggiunse la posizione numero 4 della Official Singles Chart, diventando la hit del gruppo dal miglior piazzamento in tale classifica.

## Posizioni in classifica
I Don't Want to Miss a Thing è stata la canzone di maggior successo nella carriera degli Aerosmith, debuttando al primo posto della Billboard Hot 100, dove è rimasta per quattro settimane dal 5 al 26 settembre 1998. Il singolo ottenne grandi riscontri anche a livello internazionale, raggiungendo la prima posizione in diversi paesi del mondo, tra cui Australia, Germania, Irlanda, Austria, Norvegia, Italia, Paesi Bassi, e Svizzera. I Don't Wanna Miss a Thing rimane ancora oggi l'unica canzone di un gruppo rock ad aver debuttato alla prima posizione della Billboard Hot 100.

## Riconoscimenti
I Don't Want to Miss a Thing ricevette una candidatura come migliore canzone agli Oscar del 1999, piazzandosi secondo nella graduatoria generale dietro solo a When You Believe di Hans Zimmer e di Stephen Schwartz (prodotta per il lungometraggio Il principe d'Egitto).
Nel 2006 il cantante dei Toto Joseph Williams ha reinterpretato il brano per l'album Two of Us.
La canzone è stata inserita da VH1 al secondo posto nella classifica delle "25 più grandi power ballad" e al decimo posto nella classifica delle "100 più grandi canzoni d'amore".

## Video musicale
Il video musicale di I Don't Want to Miss a Thing, diretto da Francis Lawrence, è stato girato nel Minneapolis Armory. Il video intreccia scene in cui si vede il gruppo suonare la canzone con altre di Armageddon. È presente un cameo di Liv Tyler, figlia del cantante Steven Tyler, che nel film interpreta il personaggio di Grace Stamper. Liv precedentemente era già apparsa in un clip degli Aerosmith, Crazy del 1994.
Il video inizia con alcuni colpi di luna e meteoriti, per poi dare una visione della terra, prima di ingrandirla e mostrare il gruppo esibirsi. In seguito viene rivelato come la band stia suonando di fronte a quello che sembra essere la base di un
immaginario Space Shuttle. Insieme agli Aerosmith c'è anche una grande orchestra che si esibisce in sincronia con la melodia, fino a quando questi non vengono avvolti dal fumo che sancisce il decollo dalla rampa di lancio della navicella spaziale (lo Space Shuttle). Il video si conclude mostrando una lacrimosa Grace Stamper che tocca un monitor nel tentativo di raggiungere il padre (il vero padre Steven Tyler nel video; on-screen il padre Harry Stamper, interpretato da Bruce Willis nel film).
Durante le riprese del clip di I Don't Want to Miss a Thing, Steven Tyler si stava ancora riprendendo da un infortunio alla gamba subito nel corso del Nine Lives Tour, e quindi non si muove molto nel video.

## Classifiche

### Classifiche settimanali
| Classifica (1998)                | Posizione massima |
| -------------------------------- | ----------------- |
| Australia                        | 1                 |
| Austria                          | 1                 |
| Belgio (Fiandre)                 | 3                 |
| Belgio (Vallonia)                | 4                 |
| Canada                           | 2                 |
| Danimarca                        | 8                 |
| Europa                           | 1                 |
| Finlandia                        | 3                 |
| Francia                          | 8                 |
| Germania                         | 1                 |
| Irlanda                          | 1                 |
| Italia                           | 1                 |
| Norvegia                         | 1                 |
| Paesi Bassi                      | 3                 |
| Regno Unito                      | 4                 |
| Spagna                           | 4                 |
| Stati Uniti                      | 1                 |
| Stati Uniti (adult contemporary) | 13                |
| Stati Uniti (adult pop)          | 2                 |
| Stati Uniti (mainstream rock)    | 4                 |
| Stati Uniti (pop)                | 1                 |
| Svezia                           | 2                 |
| Svizzera                         | 1                 |

### Classifiche di fine anno
| Classifica (1998) | Posizione |
| ----------------- | --------- |
| Australia         | 4         |
| Austria           | 6         |
| Belgio (Fiandre)  | 13        |
| Belgio (Vallonia) | 27        |
| Germania          | 14        |
| Italia            | 2         |
| Regno Unito       | 17        |
| Stati Uniti       | 23        |
| Svezia            | 4         |
| Svizzera          | 5         |

### Classifiche di fine decennio
| Classifica (1990-99) | Posizione |
| -------------------- | --------- |
| Stati Uniti          | 73        |